# Eutelia geraea
Eutelia geraea är en fjärilsart som beskrevs av George Francis Hampson 1905. Eutelia geraea ingår i släktet Eutelia och familjen nattflyn. Inga underarter finns listade i Catalogue of Life.